# Олердейл
Олердейл (англ. Borough of Allerdale) — боро, одна з шести адміністративних одиниць графства Камбрія, Північно-Західна Англія. Адміністративний центр — місто Воркінгтон.

## Географія
Боро Олердейл розташоване на території історичного графства Камберленд, у північно-західній частині графства Камбрія, уздовж узбережжя затоки Ірландського моря Солвей-Ферт, яка географічно відокремлює Англію та Шотландію. Включаює у себе значну частину національного парку Лейк-Дистрикт.

## Клімат
У боро Олердейл морський клімат. Середньорічна температура становить 6 °С . Найтеплішим місяцем є липень, з середньою температурою +14 °С, найпрохолодніший — грудень, з середньою температурою -2 °С.

## Історія
Утворене 1 квітня 1974 року відповідно до закону про місцеве самоврядування 1972 року, шляхом об'єднання боро Воркінгтон, міських: Маріпорт, Кокермут, Кесвік та сільських дистриктів Кокермут і Віґтон. У 1995 році отримало статус боро.

## Демографія
Станом на 2016 рік чисельність населення — 97 000 осіб. 99,39 % населення становлять білі.
| 2001     | 2006     | 2008     | 2011     | 2015     | 2016     |
| -------- | -------- | -------- | -------- | -------- | -------- |
| ↗ 93 492 | ↗ 94 300 | ↗ 94 500 | ↗ 96 422 | ↗ 96 700 | ↗ 97 000 |

Розподіл населення боро Олердейл за релігією, станом на 2001 рік.
| Релігія            | (англ.)             | Кількість |
| ------------------ | ------------------- | --------- |
| Християни          | Christian           | 79 695    |
| Буддисти           | Buddhist            | 87        |
| Індуїсти           | Hindu               | 35        |
| Євреї              | Jewish              | 29        |
| Мусульмани         | Muslim              | 102       |
| Сикгізти           | Sikh                | 3         |
| Інші               | Other               | 110       |
| Атеїсти            | No religion         | 7 636     |
| Релігія не вказана | Religion not stated | 5 797     |